# Марийское книжное издательство
Издательский дом «Мари́йское кни́жное изда́тельство» (луговомар. «Марий книга издательстве» савыктыш пӧрт) — республиканское государственное унитарное казённое предприятие, выпускающее учебно-педагогическую, детскую, художественную, научно-популярную литературу и изобразительную продукцию.

## История
Исторической вехой в развитии издательского дела в Марийском крае стало открытие в августе 1921 года Краснококшайской типографии и Марийского книжного издательства в октябре 1925 года. Первой книгой, выпущенной в издательстве, стал сборник стихотворений русского поэта Марийского края А. Жадаева «Между городом и деревней». В 1926 году были выпущены 8 книг тиражом 19,5 тыс. экз., в том числе 5 книг марийских писателей. Лучшие творческие силы народа активно приобщились к издательскому делу. Национальной гордостью стали произведения С. Чавайна, Н. Мухина, В. Мухина (Сави), М. Шкетана, Шабдара Осыпа, Н. Игнатьева, Олыка Ипая, Я. Элексейна. В переводе на марийский язык вышли сборники А. Пушкина, М. Лермонтова, И. Тургенева, Н. Некрасова, М. Горького, В. Маяковского, Т. Шевченко.
Но во 2-й половине 1930-х годов марийская культура понесла невосполнимую утрату — репрессиям подверглась национальная интеллигенция. Выпуск книг на родном языке фактически был прекращён.
В суровые годы Великой Отечественной войны деятельность издательства была ориентирована на выпуск книг, брошюр, плакатов и листовок, вселявших в людей уверенность в победе, призывавших к решительной борьбе против фашистских захватчиков. В те годы изданы произведения поэтов-фронтовиков М. Казакова, Макса Майна, С. Вишневского, Н. Ильякова, В. Чалая.
Послевоенная деятельность издательства и его Горномарийского филиала была отмечена расширением тематики, наращиванием темпа выпуска литературы. Если в 1925—1945 годах издательством подготовлено и выпущено 1790 названий книг тиражом 5629 тыс. экз., то за 10 лет (1946—1955 годы) — 2499 названий тиражом 9222 тыс. экз.

## Директора
- Столяров Михаил Филиппович (1938—1943)[2]
- Виногоров Иван Александрович (1953—1958)[3]
- Исиметов, Михаил Исиметович (1971—1980)[4]